# Apinut Sreeponwaree
Apinut Sreeponwaree (thailändisch อภิณัฐ ศรีพลวารี, * 14. September 1997) ist ein thailändischer Fußballspieler.

## Karriere
Apinut Sreeponwaree spielte bis Mitte 2019 beim Chiangrai City FC. Der Verein aus Chiangrai, einer Stadt in der Provinz Chiangrai, spielte in der dritten Liga, in der Thai League 3, in der Upper Region. Von Mitte 2019 bis Ende 2019 spielte er beim Rangsit University FC. 2020 nahm ihn der ebenfalls in der dritten Liga spielende Bangkok FC aus der thailändischen Hauptstadt Bangkok unter Vertrag. Ende April 2021 wechselte er in die erste Liga, wo ihn der Samut Prakan City FC unter Vertrag nahm.  Sein Erstligadebüt gab Apinat Sriponwaree am 31. Oktober 2021 (10. Spieltag) im Heimspiel gegen Ratchaburi Mitr Phol. Hier wurde er in der 76. Minute für den Laoten Phoutthasay Khochalern eingewechselt. Samut gewann das Spiel 2:1. Für den Klub aus Samut Prakan bestritt er drei Ligaspiele. Am Ende der Saison 2021/22 musste er mit Samut in die zweite Liga absteigen. Nach dem Abstieg verließ er den Verein und schloss sich im Sommer 2022 dem Zweitligisten Customs United FC an. Mit dem Verein aus Samut Prakan wurde man am Ende der Saison 2022/23 Tabellendritter und qualifizierte sich somit für die Aufstiegsspiele zur ersten Liga. Hier musste man sich jedoch im Finale gegen den Uthai Thani FC geschlagen geben. Nach insgesamt sieben Ligaspielen wurde sein Vertrag im Sommer 2023 nicht verlängert. Von Juni 2023 bis August 2024 war er vertrags- und vereinslos. Ende August 2024 unterschrieb er einen Vertrag bei seinem ehemaligen Verein, dem in die dritte Liga abgestiegenen TOKO Customs United FC. Nach drei Drittligaspielen wechselte er im Dezember 2024 nach Nakhon Pathom zum Erstligisten Nakhon Pathom United FC. Am Ende der Saison 2024/25 belegte er mit Nakhon Pathom den vorletzten Tabellenplatz und musste somit in die zweite Liga absteigen.